# Bedazzled (película de 1967)
Bedazzled (Un Fausto moderno en España y Mi amigo el diablo en Hispanoamérica) es una comedia dirigida y producida por Stanley Donen en formato Panavision. Escrita por el comediante Peter Cook y estelarizada por él mismo y por su compañero de comedias Dudley Moore. Se basa en la leyenda de Fausto, pero ambientada en el Londres de los años 60. El Diablo (Peter Cook) le ofrece a un humano infeliz (Moore) siete deseos a cambio de su alma, sin embargo se las ingenia para torcer los deseos y frustrar sus esperanzas.

## Trama
Stanley Moon trabaja como cocinero en un restaurante de comida rápida y está perdidamente enamorado de la mesera Margaret Spencer, pero no tiene el valor de declarar sus sentimientos hacia ella. Desesperado intenta suicidarse colgándose de un tubo de su departamento pero es interrumpido por un hombre que dice ser el Diablo, quien se hace llamar también George Spiggott. Cuando Stanley le acusa de ser un fraude, él le ofrece a Stanley un "deseo de prueba". Stanley entonces desea un helado de frambuesa, entonces George le lleva a comprar uno en una heladería cercana, haciendo que sea Stanley quien pague por él.
Spiggott le cuenta entonces que se encuentra en una competencia con Dios, tratando de ser el primero en reunir 100 mil millones de almas. Si él logra juntar esa cantidad, entonces será readmitido en el Cielo. Además de esa competencia, él confiesa estar ocupado en actos de vandalismo menores, ayudado por su personal, representado por los siete pecados capitales, principalmente por Lujuria y Envidia.
A cambio de venderle su alma, Spiggott le ofrece a Stanley siete deseos. Stanley usa éstos para satisfacer su amor por Margaret, pero Spiggott se las ingenia para torcer cada uno de ellos. En cada uno de sus deseos aparece Spiggott, interpretando diferentes papeles, explicándole que "Hay algo de mí en cada ser". Antes de iniciar, Spiggott le advierte que si se arrepiente de alguno de sus deseos, debe "soplar una frambuesa" (pedorreta) para salir de él y volver a su realidad.
1. Stanley primero desea ser más elocuente. George Spiggott lo convierte en un intelectual hablador y pretencioso con un fuerte acento galés. Margaret se convierte en un personaje igualmente pretencioso, que está de acuerdo con todas las creencias de Stanley con entusiasmo. Stanley enfatiza la importancia de liberarse de las limitaciones sociales y morales y que las personas deberían ser libres de tocarse entre sí. Sin embargo, cuando Stanley hace su movimiento, ella se horroriza y comienza a gritar "violación".
2. En su segundo deseo, Stanley desea ser multimillonario con Margaret como su esposa "muy física" y sensual. Ella lo ignora a él y a sus espléndidos regalos, en lugar de eso, tiene aventuras con sus amigos.
3. En el tercer deseo, Stanley es una estrella de rock. Sin embargo, su fama dura muy poco y es usurpado por una nueva banda ("El descubrimiento más emocionante de este año, Drimble Wedge y The Vegetation") cuyo cantante principal canta con una voz hipnótica y monótona sobre su desdén por cualquiera excepto por él mismo (" Me llenas de inercia "). Margaret, una de las muchas groupies en trance, grita de emoción mientras ella y otros fanáticos abordan a Drimble.
4. Stanley comenta de pasada que le gustaría ser "una mosca en la pared" y George aprovecha la oportunidad para usar esto como el cuarto deseo de Stanley. Ambos se convierten en moscas en la pared de una morgue, donde el inspector de policía le muestra a Margaret varios cadáveres, con la esperanza de que identifique a uno como Stanley. Cuando el inspector invita a Margaret a una fiesta del escuadrón antivicio, Stanley lanza un ataque contra él.
5. Stanley desea una vida tranquila en el campo, con niños, y Margaret prepara la cena de aniversario. Sin embargo, pronto se hace evidente que Margaret es la esposa de otro hombre. Aunque están profundamente enamorados, incluso el intento de consumar su afecto lleva a Stanley y Margaret a una agonía emocional.
6. Stanley intenta enmarcar un sexto deseo que George no puede arruinarle. Desearía que él y Margaret se amaran, vivieran lejos de la gran ciudad y estuvieran siempre juntos. Sin embargo, George lo convierte en una monja de la Orden de Saint Beryl, o los Beryllians saltando, quienes glorifican a su fundador saltando en trampolines (expandiendo un boceto que apareció anteriormente en el programa de televisión de Cook y Moore  No solo ... . Pero también). Margaret también es monja en la orden, pero se niega a considerar consumar su amor ya que ambas son mujeres. Stanley intenta escapar del deseo soplando una frambuesa, sin resultado, y regresa a Londres para enfrentarse a George.
7. Cuando Stanley intenta usar su séptimo deseo, George revela que "ya lo usó": su deseo de prueba de una paleta de hielo.

En última instancia, Spiggott le ahorra a Stanley la eterna condenación porque ha excedido su cuota de 100 mil millones de almas y puede permitirse el lujo de ser generoso. Stanley regresa debidamente a su antiguo trabajo y vida, más sabio y más lúcido. Spiggott asciende al cielo para encontrarse con Dios, pero es rechazado nuevamente; San Pedro explica que cuando le devolvió el alma a Stanley, Spiggott hizo lo correcto, pero con el motivo equivocado.
En la escena final, Stanley y Margaret están de regreso en el restaurante. Stanley finalmente la invita a salir, pero ella dice que ya está haciendo algo, aunque sugiere quizás otra noche. Stanley sonríe, feliz de haber encontrado el valor para hablar con ella. Spiggott intenta volver a atraer a Stanley, pero Stanley lo rechaza. Frustrado, Spiggott se va y amenaza con vengarse de Dios desatando todas las maldiciones tecnológicas vulgares y superficiales de la era moderna.

## Reparto
- Peter Cook como George Spiggott / El Diablo
- Dudley Moore como Stanley Moon
- Eleanor Bron como Margaret Spencer
- Raquel Welch como Lujuria / Lilian Lust
- Alba como Vanidad
- Robert Russell como Ira
- Barry Humphries como Envidia
- Parnell McGarry como Gula
- Danièle Noël como Avaricia (como Daniele Noel)
- Howard Goorney como Pereza
- Michael Bates como Inspector Clarke
- Bernard Spear como Irving Moses
- Robin Hawdon como Randolph
- Michael Trubshawe como Lord Dowdy
- Evelyn Moore como la Srta. Wisby
- Valentine Dyall como Dios (sin acreditar)

## Banda sonora
Moore escribió la banda sonora de Bedazzled, la cual fue interpretada por The Dudley Moore Trio. El tema de inicio, uno de los más conocidos de Moore, fue interpretado por la banda ficticia Dimble Wedge and the Vegetation, siendo el vocalista principal el mismo Cook.

## Novelización
En 1968 Sphere Books publicó una novelización del guión de Cook y Moore. La novela fue escrita por Michael J. Bird.

## Recepción

### Recaudación
De acuerdo con los registros de la Fox, el filme requería recaudar al menos $2,100,000 para que fuera una buena inversión. Al final recaudó $2,825,000.

### Crítica
La película fue bien recibida en el Reino Unido, pero tuvo críticas mixtas en los Estados Unidos. Rotten Tomatoes le dio un 78% de aprobación basada en 18 críticas. Bosley Crowther del New York Times la llamó una "película metafórica pretenciosa" que se vuelve "horriblemente preciosa, monótona y eventualmente deja un mal sabor de boca".

### Nueva versión
En el año 2000, 20th Century Fox produjo el remake a la versión americana de Bedazzled, con Brendan Fraser como Elliot Richards y Elizabeth Hurley como El Diablo.